# I Am the Club Rocker Tour
 (mars 2022).
Tournées par Inna
INNA en Concert
(2011)
I Am the Club Rocker Tour est la seconde tournée mondiale de l'artiste roumaine Inna. La tournée promotionnera le second album studio de la chanteuse, I Am the Club Rocker. La tournée passera par l'Asie, l'Europe, l'Amérique du Nord et l'Amérique du Sud. La tournée a commencé le 13 janvier 2012, par une performance au Belexpo Centar à Belgrade en Serbie. La tournée, qui passera officiellement par le continent des Amériques sera la première pour Inna à passer par les États-Unis et par le Canada.

## Développement
Vers fin 2010, lors d'une interview pour Happy Hour sur Pro TV, Inna a déclaré qu'elle sera en tournée aux États-Unis pour la première fois pour la première moitié de l'année 2012. La tournée a débuté le vendredi 13 janvier 2012 par une performance au Bel Expo Centar de Belgrade en Serbie. L'annonce de la date fit partie de l'évènement New Year 2.0 organisé par MTV Serbie et spécialement pour le nouvel an orthodoxe.
La tournée passera principalement par les États-Unis, le Canada, le Mexique, la Colombie ainsi que d'autres pays américains, la Roumanie, la France et d'autres pays européens comme le Royaume-Uni et incertainement quelques pays d'Asie.

## Dates de la tournée
| Europe,         |          |        |                 |
| 13 janvier 2012 | Belgrade | Serbie | Bel Expo Centar |